# Hans Striedl
Hans Striedl (* 17. Januar 1907 in Passau; † 31. Dezember 2002) war ein deutscher Orientalist und Bibliothekar.

## Leben
Nach dem Besuch der Volksschule in München und des humanistischen Gymnasiums in Passau studierte Hans Striedl ab 1928 zunächst an der Philosophisch-Theologischen Hochschule Passau Katholische Theologie. Hier wurde sein Interesse an orientalischen Sprachen geweckt. Er wechselte 1930 an die Universität München, wo er neben Theologie ägyptische und semitische Philologie und Archäologie, ferner Turkologie, Persisch, Hethitisch und Sanskrit studierte. 1934 wurde er mit einer philologischen Dissertation zum hebräischen Buch Esther promoviert. Als Hebraist war in der Zeit des Nationalsozialismus keine wissenschaftliche Laufbahn zu erreichen und so trat er in den Bibliotheksdienst ein. 1934 wurde er wissenschaftlicher Hilfsarbeiter an der Bayerischen Staatsbibliothek, 1936/37 leistete er dort das Referendariat ab. Anschließend war er an der Universitätsbibliothek Würzburg und dann in der Bayerischen Staatsbibliothek tätig.
1941 wurde er zum Kriegsdienst eingezogen, zunächst bei einer Nachschubeinheit in Minsk, dann jedoch wegen seiner Sprachkenntnisse als Dolmetscher für Türkisch an der Heeres-Dolmetscher-Anstalt in Berlin und schließlich an der Dolmetscher-Lehrabteilung des Oberkommandos der Wehrmacht in Berlin-Eberswalde.
Ab 1948 war er wieder an der Bayerischen Staatsbibliothek tätig, wo er 1952 Leiter der Benutzungsabteilung und 1953 Direktor der Katalogabteilung wurde. Striedl war ab 1962 Direktor der Bayerischen Staatsbibliothek und von 1967 bis 1972 zusätzlich Generaldirektor der Bayerischen Staatlichen Bibliotheken. Im Ruhestand beschäftigte er sich wieder mit orientalistischen Studien und verfasste u. a. zwei Bände der Kataloge der hebräischen Handschriften der Bayerischen Staatsbibliothek.

## Ehrungen
- Verdienstkreuzes 1. Klasse der Bundesrepublik Deutschland,
- Bayerischen Verdienstordens,
- Offizier des französischen Ordre des Palmes Académiques.

## Veröffentlichungen (Auswahl)
- Die Bücherei des Orientalisten Johann Albrecht Widmannstetter. In: Hans Joachim Kißling (Hrsg.): Serta Monacensia. Festschrift Franz Babinger. Leiden 1952, S. 200–244.
- Der Humanist Johann Albrecht Widmanstetter als klassischer Philologe. In: Festgabe der Bayerischen Staatsbibliothek für Emil Gratzl. Wiesbaden 1953, S. 96–120.
- Der "Bamberger Siddur" (Msc.add.43 der Staatsbibliothek Bamberg); mit einem Restaurierungsbericht und einem Beitrag über die jüdische Landgemeinde Dormitz. Staatsbibliothek Bamberg 1993, ISBN 3-924530-09-2.